# Jason Jones
Jason Jones är en av grundarna av Bungie som bland annat är en av skaparna av Halo-serien.